# Seiltransmission
Als Seiltrieb oder Seiltransmission bezeichnet man eine Vorrichtung zur Übertragung einer Drehbewegung von einer Welle auf eine andere mittels Seilen. Diese Technik wird heute nur noch dort angewandt, wo der elektrische Strom für entsprechende elektrische Vorrichtungen nicht zur Verfügung steht, und in Flaschenzuganwendungen.

## Funktionsweise

Änderung der Antriebsrichtung

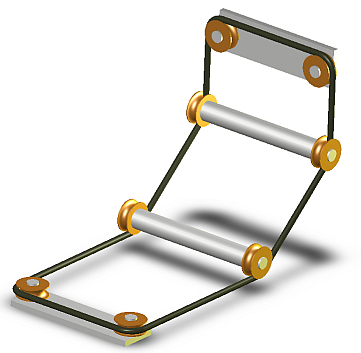
Rundriemenantrieb/Umlenkung

Jede der Wellen trägt eine am Umfang mit einer Rille versehene Seilscheibe, und um beide Scheiben ist ein in sich geschlossenes Seil geschlungen, welches von der einen Scheibe durch die Reibung in der Rille mitgenommen wird und dabei die andere Scheibe gleichfalls mit Hilfe der Reibung in Umdrehung versetzt. Die Reibung setzt einen Druck des Seils gegen die Scheibenumfänge voraus, der entweder durch straffes Anziehen (Baumwollen- und Hanfseilbetrieb, Schnurbetrieb) des Seils oder durch das Gewicht des zwischen den Scheiben im Bogen herabhängenden Seils (Drahtseiltrieb) erzeugt wird.
Der Hanf- und Baumwollenseiltrieb hat das Riemengetriebe zur Übertragung großer Kräfte (bis 1000 Pferdekräfte) vielfach ersetzt. Bei ihm wird die Kraft meist auf eine Anzahl Seile (bis 30) von 30–50 mm Durchmesser verteilt, welche mit großer Geschwindigkeit (10–40 m und darüber pro Sekunde) neben- und untereinander laufen, wobei jede Seilscheibe mit einer entsprechenden Anzahl von Rillen von keilförmigem Querschnitt versehen sein muss.
Der Hanf- und Baumwollenseiltrieb dient besonders zur Übertragung der Kraft eines größeren Motors auf die Haupttransmissionswellen und hat dabei vor dem Riementrieb geringeren Raumbedarf, etwas kleinere Betriebskosten und größere Sicherheit gegen Betriebsstörung voraus, gestattet aber nicht, wie der Riementrieb, eine Ausrückung mittels Los- oder Leerscheibe. In Räumen mit großer Feuchtigkeit oder sehr veränderlicher Temperatur werden die Spannungsverhältnisse der Seile zu stark beeinflusst.
Jarolimek ersetzt die Hanf- oder Baumwollenseile durch so genannte Stahlschnüre (Stahlschnurtrieb), d. h. Schraubenfedern aus Stahldraht, deren lichter Durchmesser nur dem Drahtdurchmesser entspricht, so dass ihre Federung bei großer Zugkraft nur gering ist. Bei geringerem Kraftbedarf, besonders bei Maschinen mit Hand- und Fußbetrieb, ist der Schnurtrieb allgemein im Gebrauch. Man benutzt hier eine in sich zurückkehrende Schnur (Schnur ohne Ende, Treibschnur) aus Hanf oder gedrehten Lederstreifen (gedrehten Riemen) oder Därmen (Darmsaiten, Peesen).

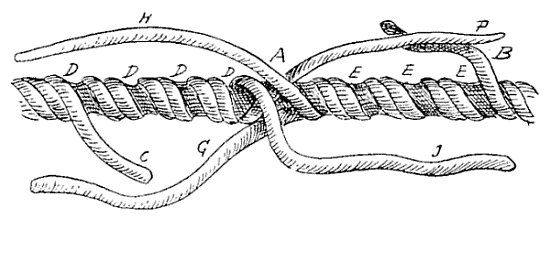
Langspleiß am Seil

Die Zusammenfügung der Enden geschieht bei Hanfschnüren durch Spleißen, bei gedrehten Riemen und Darmsaiten durch eiserne Haken und Ösen. Der Drahtseiltrieb, um 1850 von den „Gebrüdern Hirn“ erfunden, hat Seile von 5–32 mm Durchmesser aus Eisen- oder Stahldraht von 0,5–2,2 mm Durchmesser und dient zur Übertragung beliebig großer Kräfte auf große Entfernungen (20 bis 2000 m), bei welchen Riemen oder Hanfseile unvorteilhaft und im Freien ganz unbrauchbar sind. Bei dem großen Abstand der Seilscheiben muss das Seil in einem Bogen von verhältnismäßig großer Pfeilhöhe zwischen den Scheiben herabhängen, um nicht durch sein eigenes Gewicht zu zerreißen. Die durch das Gewicht des Seils in ihm hervorgerufene Spannung erzeugt die auf den Scheiben zur Übertragung nötige Reibung.
Bei sehr großen Entfernungen der beiden Scheiben wird das Seil alle 100 bis 200 m durch Tragrollen unterstützt, weil sonst seine Einsenkung und die dadurch bedingte Höhe der Unterstützungen der Scheiben (Pfeiler) zu groß werden würde. In solchem Fall wendet man auch den sogen. zusammengesetzten Seiltransmission an, indem man Zwischenstationen mit zweispurigen Rollen einschaltet, welche von Station zu Station je durch ein endloses Seil verbunden sind.
Sind die Rollen ungleich hoch, so erhält man den sogenannten schiefen Seiltrieb. Ablenkungen oder Verzweigungen des Seillaufs sind mittels Wechselstationen mit Kegelrädergetrieben zu bewerkstelligen. Weniger empfehlenswert sind Leitrollen, weil sie die Dauerhaftigkeit des Seils beeinträchtigen. Die Scheibendurchmesser wechseln zwischen 1,5 und 5,5 m bei einer Umfangsgeschwindigkeit von 10–30 m pro Sekunde.
Berühmte Anlagen dieser Art waren:
- der Seiltrieb der Schaffhausener Wasserwerke,
- der Seiltrieb der Société des eaux et des forêts in Freiburg im Üchtland,
- das teledynamische System am Pérolles-See,
- der Seiltrieb der Compagnie générale de Bellegarde,
- der Zürcher Seiltrieb